# Buchloe
Buchloe este un oraș din districtul Ostallgäu, regiunea administrativă Șvabia, landul Bavaria, Germania.